# Fiat G.91Y
O Fiat (depois Aeritalia) G.91Y foi um caça-bombardeiro e aeronave de reconhecimento italiano, que realizou o seu primeiro voo em 27 de dezembro de 1966. Semelhante ao seu antecessor o Fiat G.91, o G.91Y foi um total re-design, a maior diferença eram os seus motores duplos em vez de um simples como no antecessor.

## Design e desenvolvimento
O G.91Y foi uma versão com acréscimo de performance do antecessor o Fiat G.91, fundeado pelo governo italiano. Baseado no G.91T biposto de treinamento, o motor único um turbojato Bristol Orpheus desta versão foi substituído por dois exemplares do turbojato de pós-combustão General Electric J85 que elevou o empuxo em 60% sobre o do motor único da variante anterior. Mudanças estruturais foram realizadas para diminuir o peso do fuselagem assim aumentando a sua performance mesmo com o acréscimo de um tanque de combustível no local do assento do traseiro da versão de treino a G.91T, isto aumentou o alcance da aeronave. A manobrabilidade foi melhorada com a adição de slats automáticos.
Os aviônicos do modelo G.91Y foram aprimorados consideravelmente com muitos equipamentos estadunidenses, britânicos e canadianos com licenças para produção na Itália.
Os teste de voo dos três primeiros modelos de pré-produção foram bem sucedidos, com um dos modelos atingindo a velocidade máxima de Mach 0.98. Foi notado um buffeting na cauda e durante a produção foi corrigido com o aumento dos estabilizadores.

### Produção
Uma encomenda inicial de 55 aeronaves foi feita pela Força Aérea Italiana e foi completada em março de 1971 pela Fiat, nesta época a companhia teve o nome alterado para Aeritalia (a partir de 1969 quando a Fiat Aviazione juntou-se com a Aerfer). A encomenda foi acrescida para 75 aeronaves com 67 sendo entregues. De fato, o desenvolvimento do novo modelo G.91Y foi um pouco longo, e a primeira encomenda foi por volta de 20 exemplares das aeronaves de pré-série após dois protótipos. O primeiro da pré-série "Yankee" (apelido da nova aeronave) voou em julho de 1968.
A Força Aérea Italiana emitiu encomendas para dois lotes, 35 caças seguidos de mais outros 20, depois cortados para apenas 10. O último foi entregue por volta da metade de 1976, com um total de 2 protótipos, 20 de pré-produção e mais 45 de série foram fabricados, o modelo não obteve sucesso com exportações. Estas aeronaves serviram com o 101º Gruppo/8° Stormo (Cervia-S.Giorgio) a partir de 1970, e depois, a partir de 1974, serviram com o 13º Gruppo/32° Stormo (Brindisi). Esses 'Gruppi' (equivalentes italianos ao 'squadrons' britânicos, usualmente equipados com 18 aeronaves) até o final dos anos 90, como os únicos equipados com o 'Yankee', usando-os como máquinas de bombardeio/reconhecimento, tanto no mar como em terra, até serem substituídos pelos AMX International.

## Variantes
- G.91Y - protótipo e aeronaves de produção.
- G.91YT - versão de treino projetada com assentos biposto.
- G.91YS - versão com aviônica aprimorada e pontos duros extras para transportar os mísseis AIM-9 Sidewinder para avaliação da Suíça. Primeiro voo em 16 de outubro de 1970.[nota 1][4]

## Operadores
- Itália
  - Força Aérea Italiana operou 65 aeronaves G.91Y até 1994.

## Aeronaves em exposição
Um modelo G.91Y preservado está em exposição no Museu da Força Aérea Italiana em Vigna di Valle próximo de Roma.